# Inés Enríquez Frödden

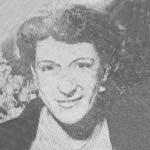
Chiles första kvinnliga intendent Inés Enríquez Frödden.

Inés Enríquez Frödden, född 1913, död 1998, var en chilensk politiker (socialist). Hon blev 1950 Chiles första kvinnliga intendent (spanska Intendente provincial de Chile), och 1951 dess första kvinnliga medlem av underhuset. Hon drev särskilt frågor som handlade om kvinnors och barns rätt.
Hon gifte sig med Jorge Sáez, med vilken hon hade en son, Jorge Guillermo, som dog 1977. Hennes äktenskap upphävdes.